# Von Rosenska palatset, Stockholm

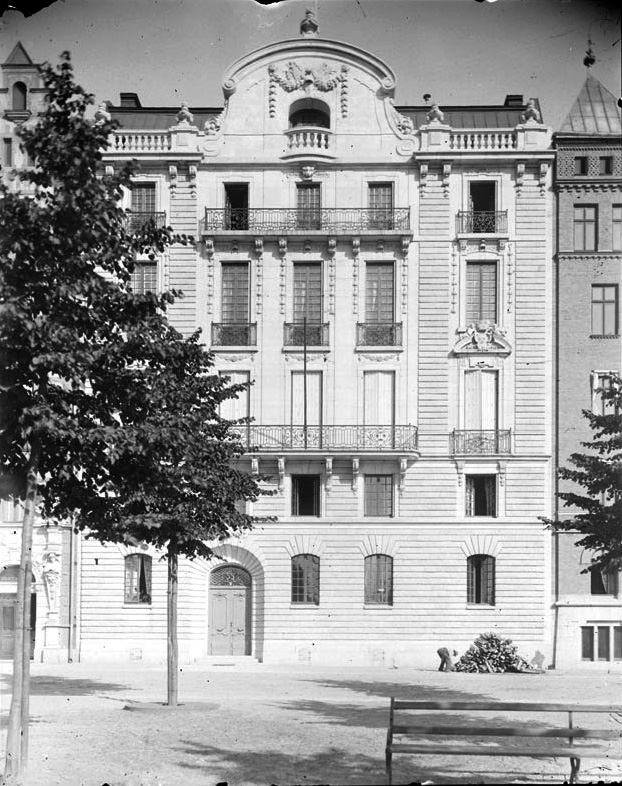
von Rosenska palatset 1902

von Rosenska palatset är en byggnad i kvarteret Bajonetten vid Strandvägen 55 och Storgatan 58 i Stockholm. Den uppfördes 1895–1899 för hovstallmästare Clarence von Rosen efter ritningar av arkitekten Isak Gustaf Clason. I huset fanns till en början två bostadsvåningar om vardera två plan. Därutöver fanns tjänstebostäder och stall mot Storgatan och på gården. Huset byggdes om till hyreshus 1941 då ett våningsplan mitt i huset tillkom. Fastigheten Bajonetten 6 är blåmärkt av Stadsmuseet i Stockholm, vilket är det starkaste skyddet och innebär "att bebyggelsen bedöms ha synnerligen höga kulturhistoriska värden".

## Historia

### Byggherren
Husets byggherre, hovstallmästare Clarence von Rosen, föddes i Stockholm 1867 och tillhörde den grevliga ätten von Rosen nr. 85. Modern Ella von Rosen, född Carlton Moore, var en amerikansk miljonärsdotter och genom mormodern Clara Jessup Moore åtnjöt barnen von Rosen ekonomisk trygghet livet ut.
Efter studier utomlands i början av 1890-talet beslöt sig Clarence att slå sig ned i Sverige. Han inköpte två tomter i kvarteret Bajonetten där den ena vette mot den ännu inte fullt utbyggda paradgatan Strandvägen, och den andra mot Storgatan. Han lät 1895 arkitekten Isak Gustaf Clason utforma ritningarna till den nya bostaden som sträckte sig genom kvarteret. Med hjälp av ett lån på 10.000 pund från mormodern var byggkassan säkrad.

### Byggnaden

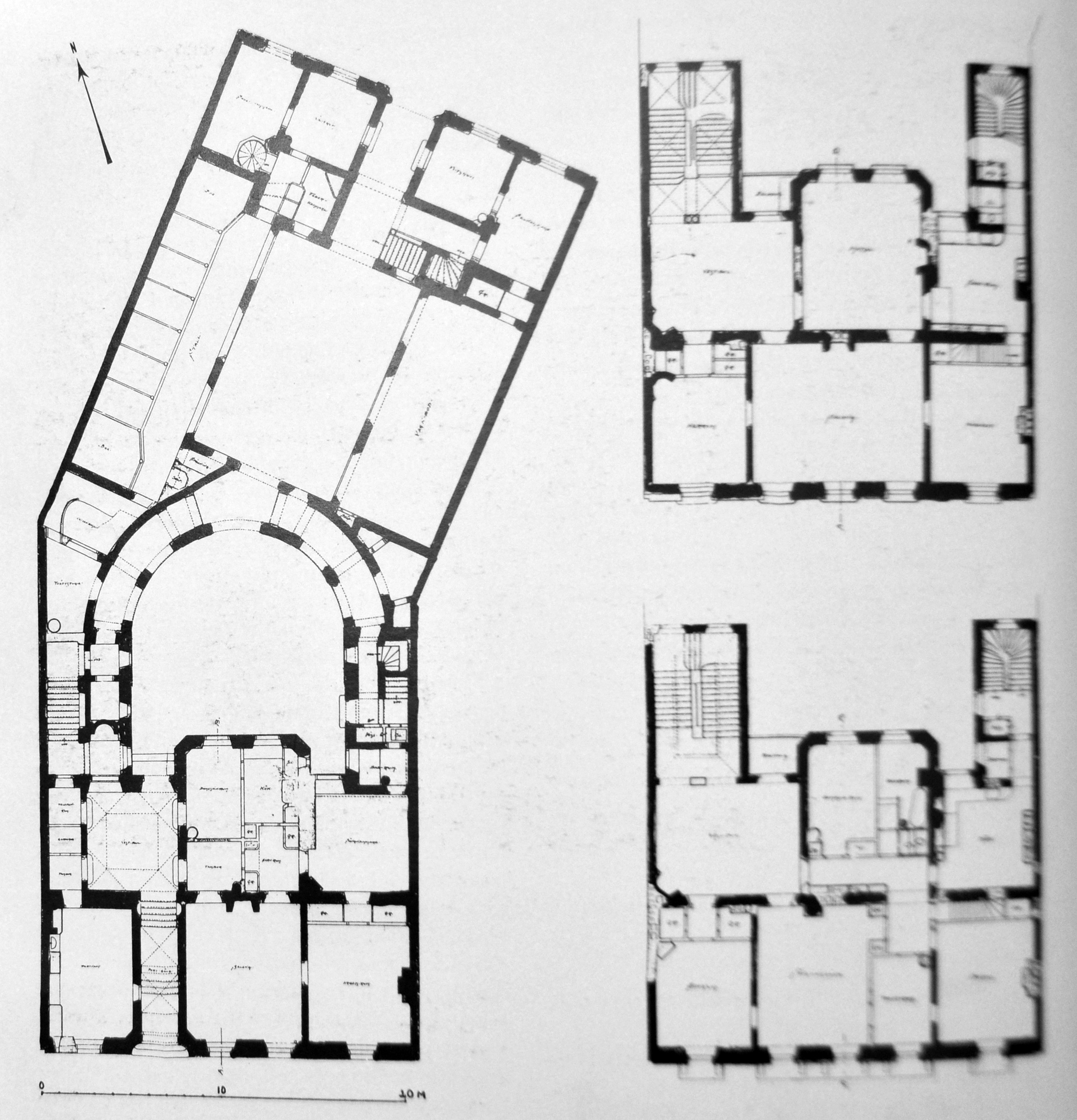
Planritningar

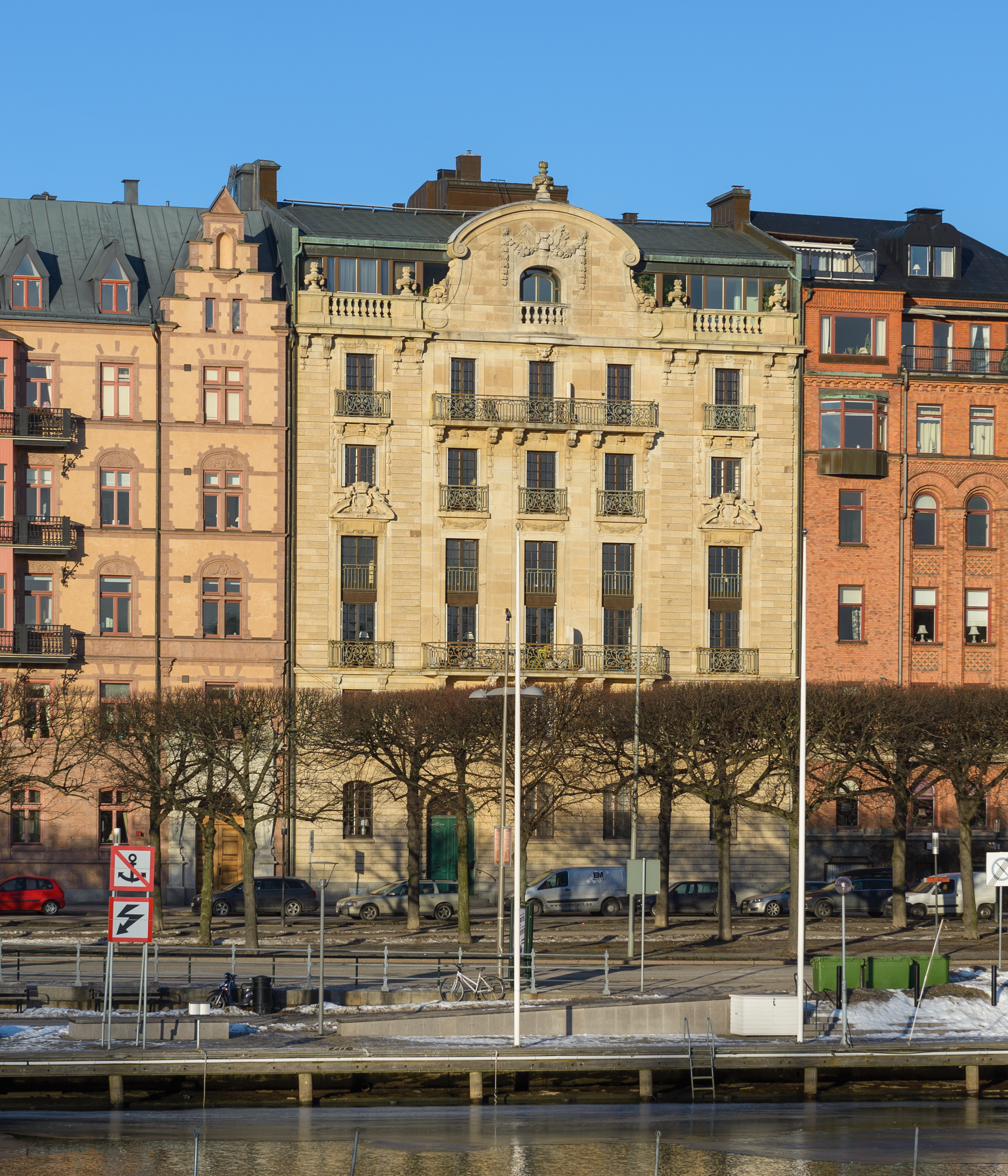
Fastigheten Bajonetten 6, 2013.

Huset uppfördes 1895–1897 av byggmästaren Lars Pettersson. Byggnaden reste sig i fem våningar mot Strandvägen och tre mot Storgatan medan gårdsbyggnaderna var en våning höga. Den jugendstil som börjat uppträda på kontinenten tog Isak Gustaf Clason avstånd ifrån. I byggnaden mot Strandvägen knöt han istället an till ett svensk-franskt 1700-tal, där det franska draget underströks av smidda balkong- och fönsterräcken med von Rosens släktvapen – de tre rosorna, och den osymmetriska porten för tankarna mot rokokon. 
Fasaden kläddes med Ekebergsmarmor. De svenska arkitekterna hade tagit intryck av "The White City"s ljusa utställningsbyggnader på Världsutställningen i Chicago 1893, och anpassade till svenska förhållanden kom ekebergsmarmorn väl till pass i påkostade byggnader. Detta var första gången man använde marmorn som fasadbeklädnad, men den skulle få flera efterföljare de närmaste åren.
Gathuset var ursprungligen inrett med två bostadsvåningar där den ena var avsedd för byggherren och den andra för uthyrning. Våningsplanen kombinerades två och två till en bostad om vardera tio rum och kök jämte badrum och serveringsrum. Våningarna en och två trappor upp hörde alltså samman. I denna bostad bodde friherren överstekammarjunkaren Carl Carlson Bonde med familj vid sina vistelser i huvudstaden. Sovrum och kök låg en trappa upp medan den i takhöjd högre sällskapsvåningen var placerad där ovan. En innertrappa förband våningsplanen. På samma sätt var våningarna tre och fyra trappor upp förbundna i von Rosens våning, men här låg sällskapsdelen på våningen under kök och sovrum.  Våningsarrangemanget uppmärksammades i pressens recensioner som ett raffinerat sätt att slippa få nattron störd av en festande granne. I husets bottenvåning fanns även rum för portvakt.

### Historiska bilder

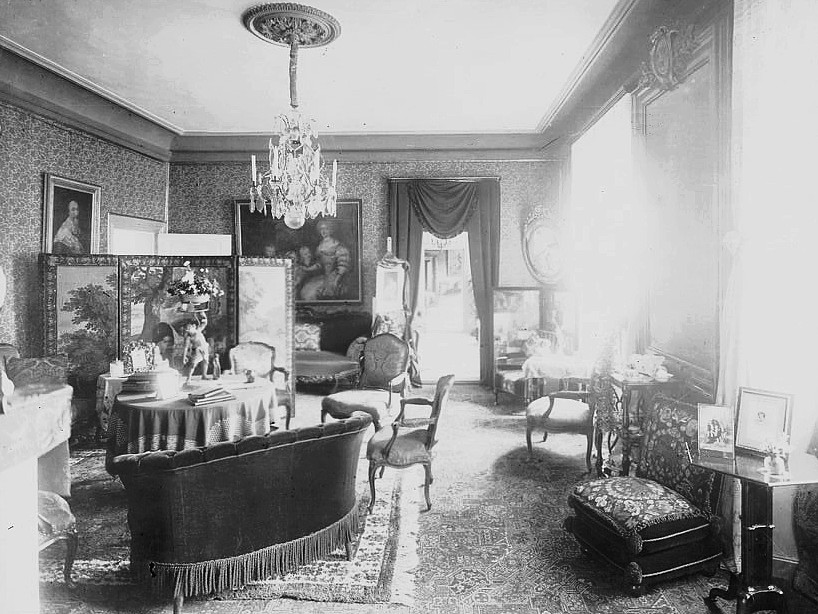
Clarence von Rosens salong.
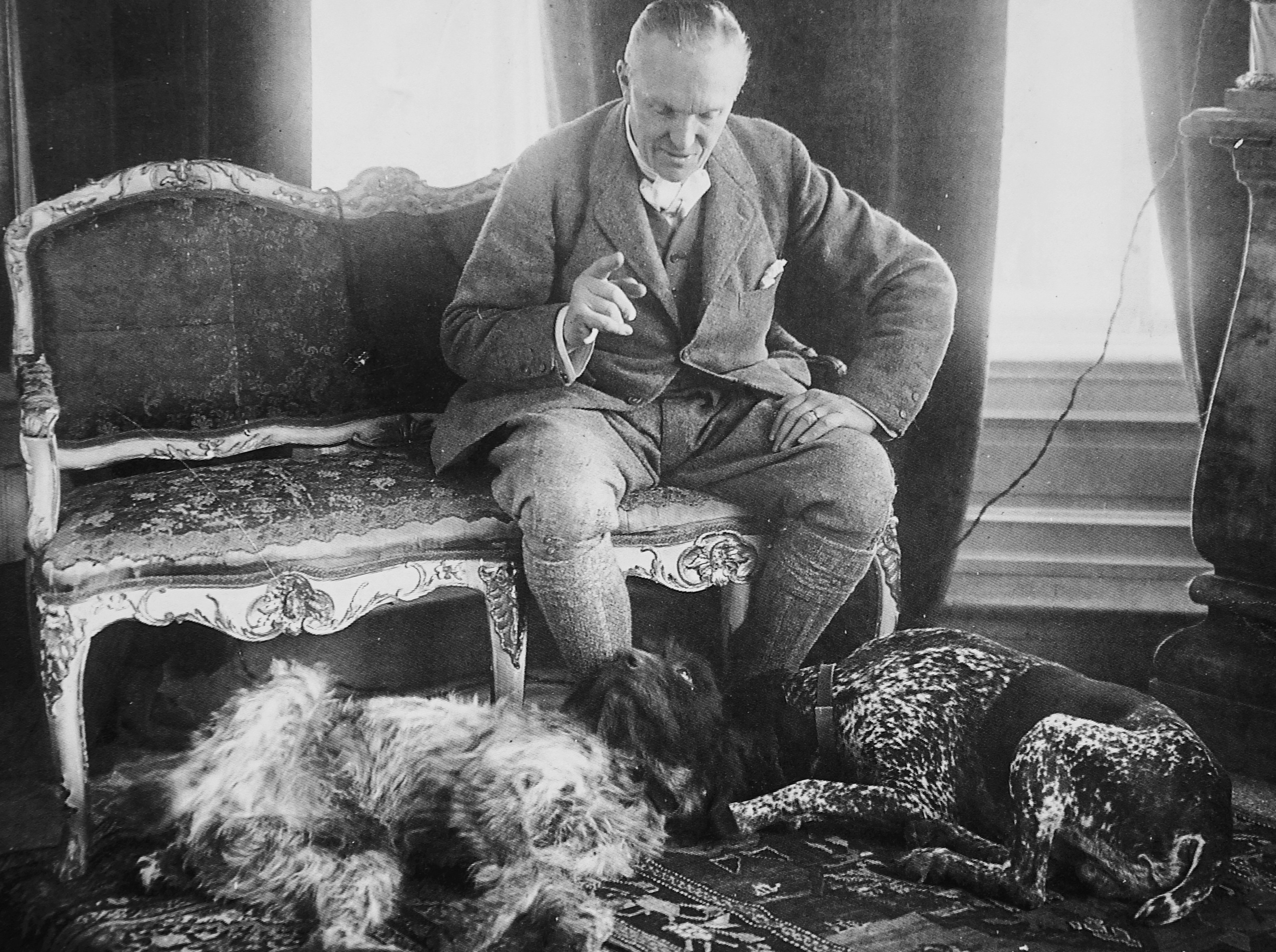
Clarence von Rosen med sina hundar.
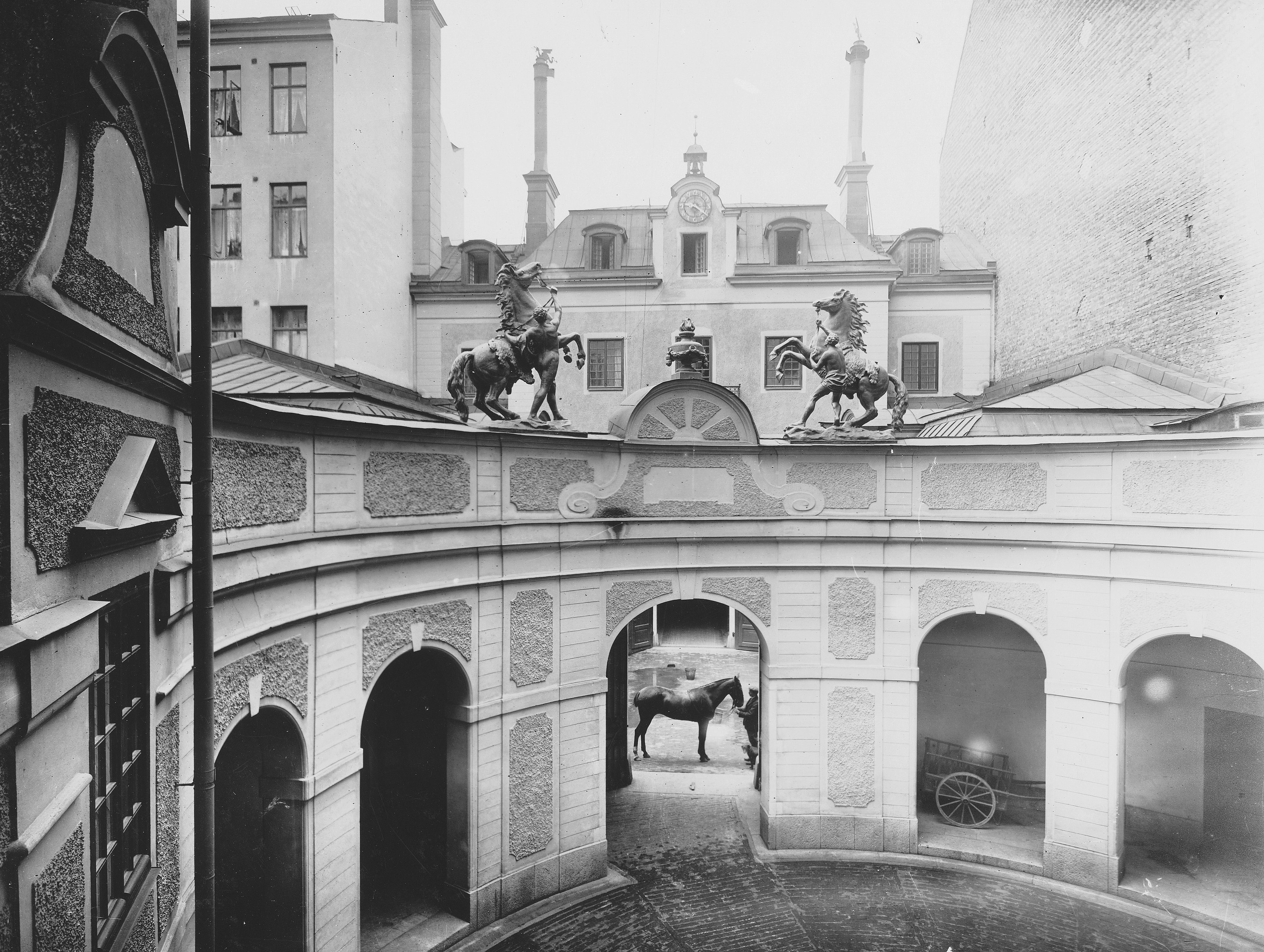
Arkaden på gården.
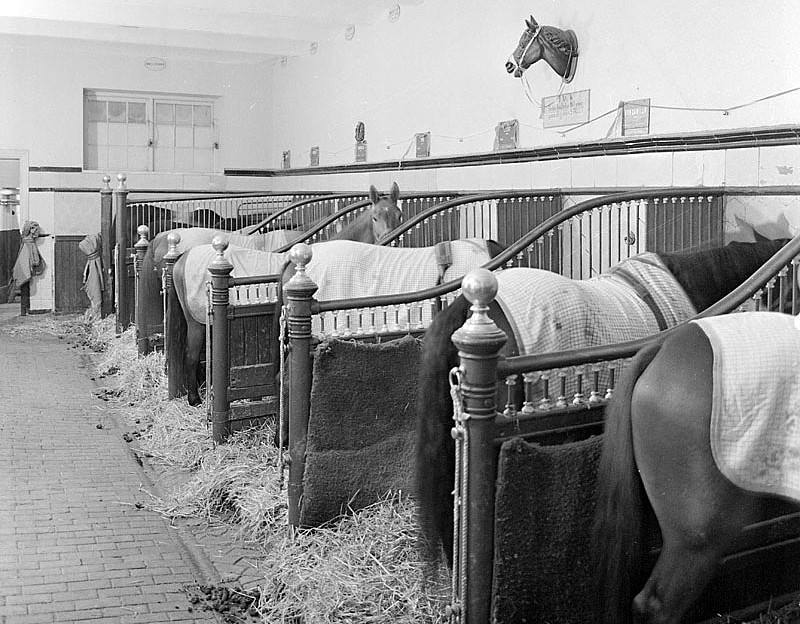
Hästar i stallet 1961.

I byggnaden mot Storgatan knöt Claeson an till den inhemska byggnadstraditionen från Stormaktstiden vilket tog sig uttryck i så väl portal som lisenernas indelning i muren. Barocken fick även forma den övriga gårdsinteriören.
Byggnaden innehöll sadelkammare, vaktrum, putsrum och selkammare medan övriga våningar var avsedda för kuskar, stallknektar samt betjänter. Clarence var vid denna tid en av Sveriges mest framgångsrike tävlingsryttare och hade ett eget stall av kapplöpningshästar. Gården begränsades i norr av en halvcirkelformad öppen arkad, krönt av två häststatyer, som skiljde den mot den bakomliggande stallgården. Här bakom fanns två flygelbyggnader som innehöll vagnshus samt stall om sex spiltor och två boxar. Stallet var klätt med kakel och spiltbalkarna hade röda spjälor med mässingskulor. Här stod grevens hästar Le Halo, Santa Rosa, Tea Cake och Basement. Vid sidan av stallet fanns även en vattenbassäng med dusch för bad av kusarna. Ekipagen passerade genom porten mot Storgatan där golvet bestod av träkubb för att minska slamret från hovar och vagnshjul.

### Nutida bilder

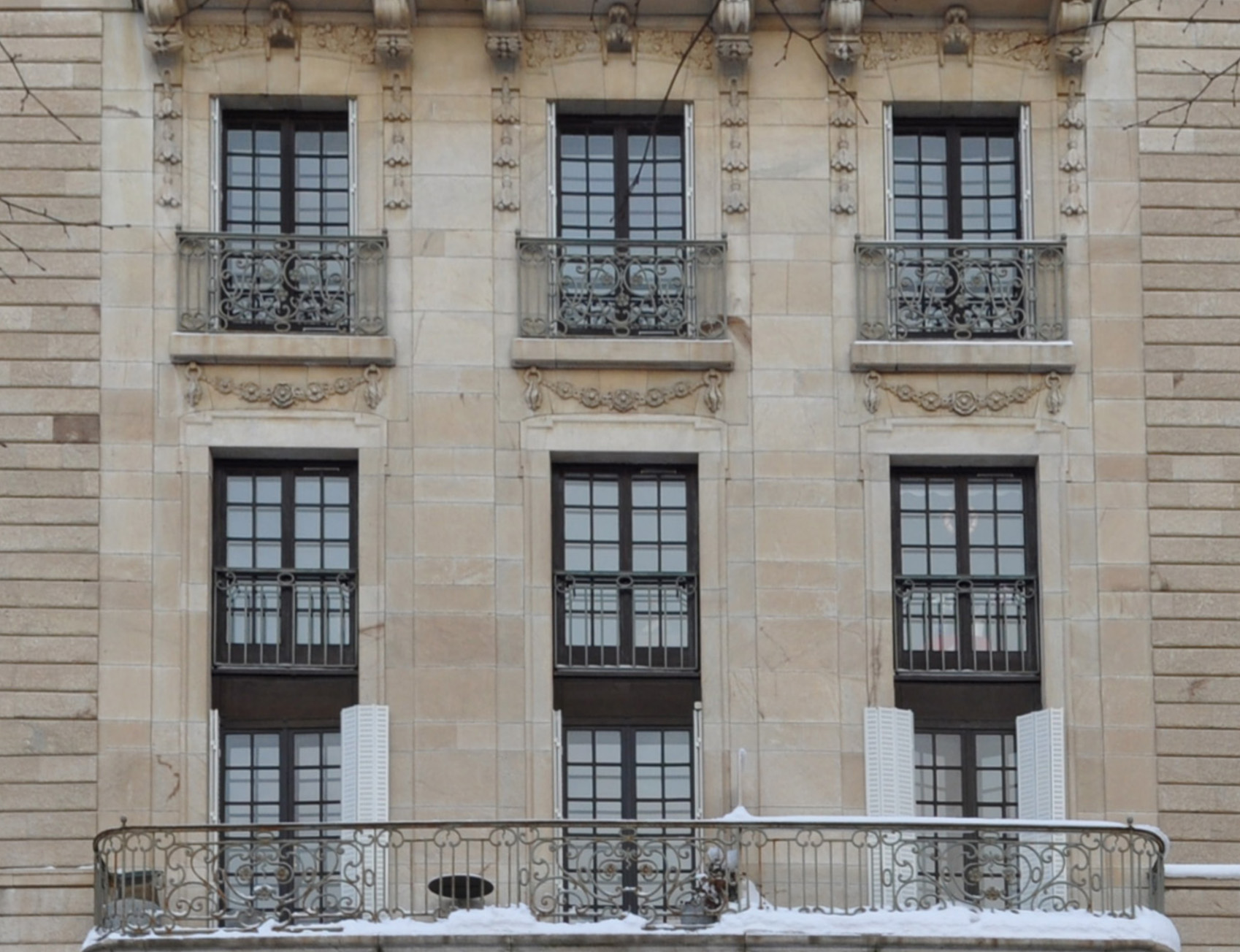
De entresolerade våningsplanen mot Strandvägen.
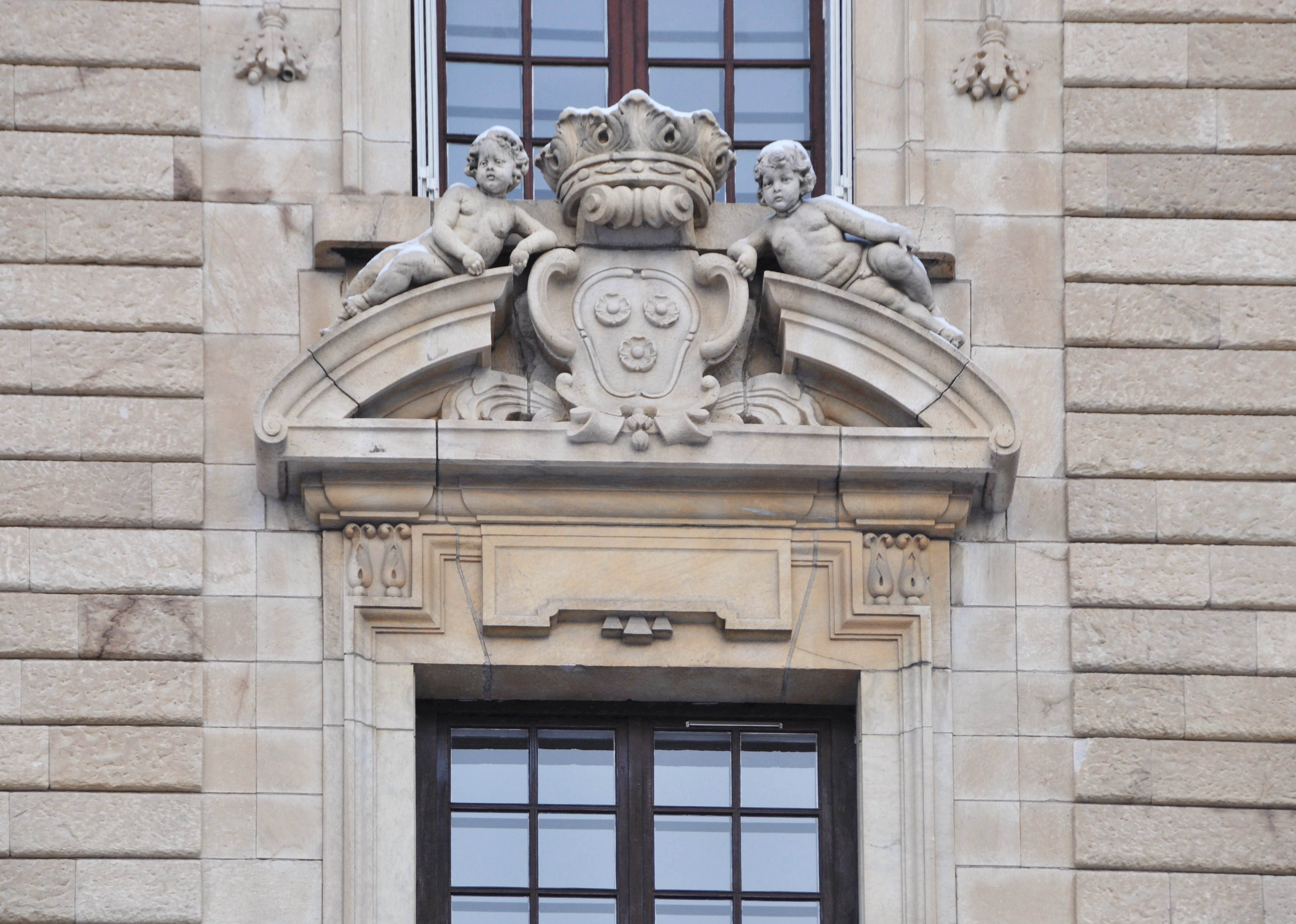
von Rosens släktvapen mot Strandvägen.
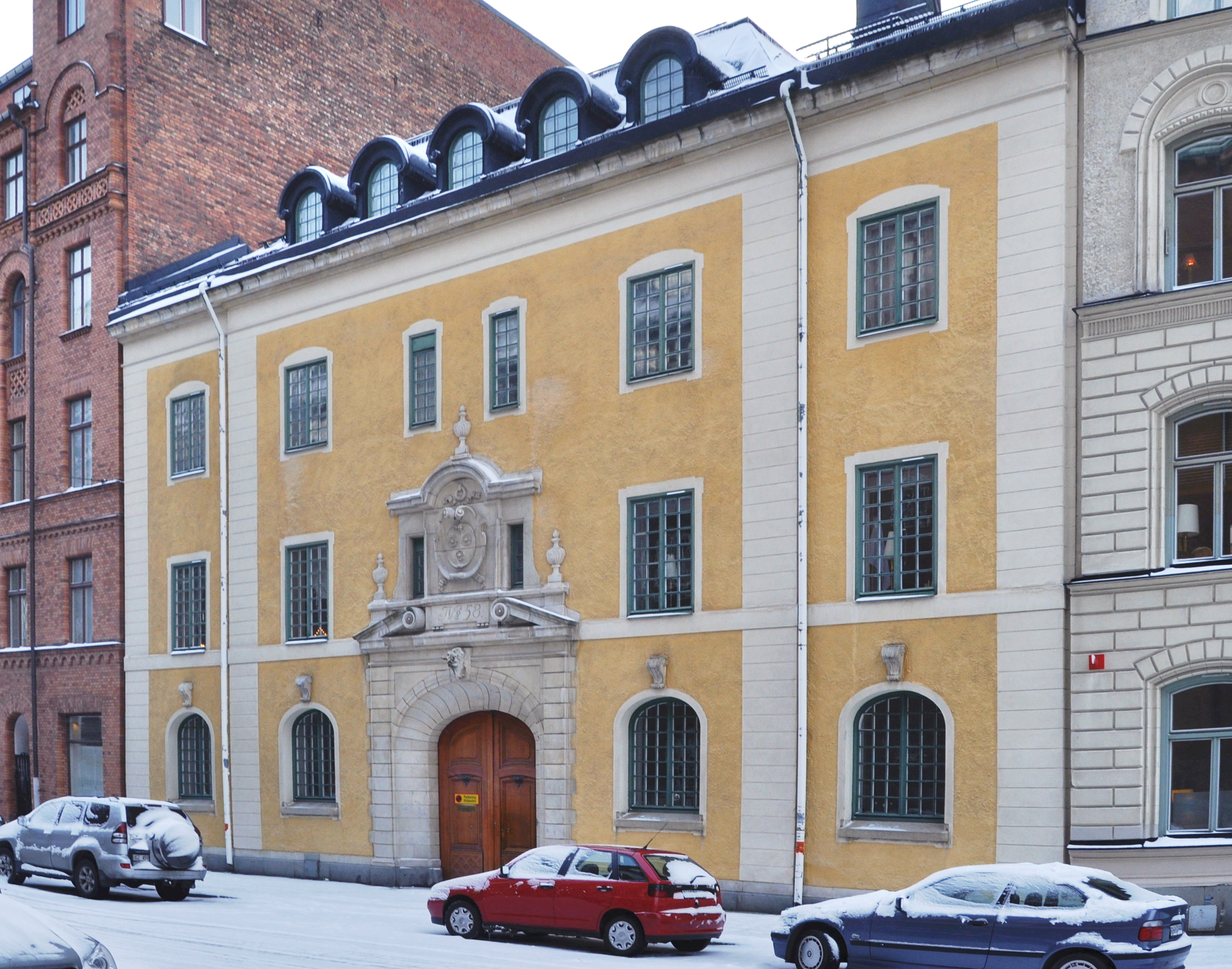
Fasaden mot Storgatan
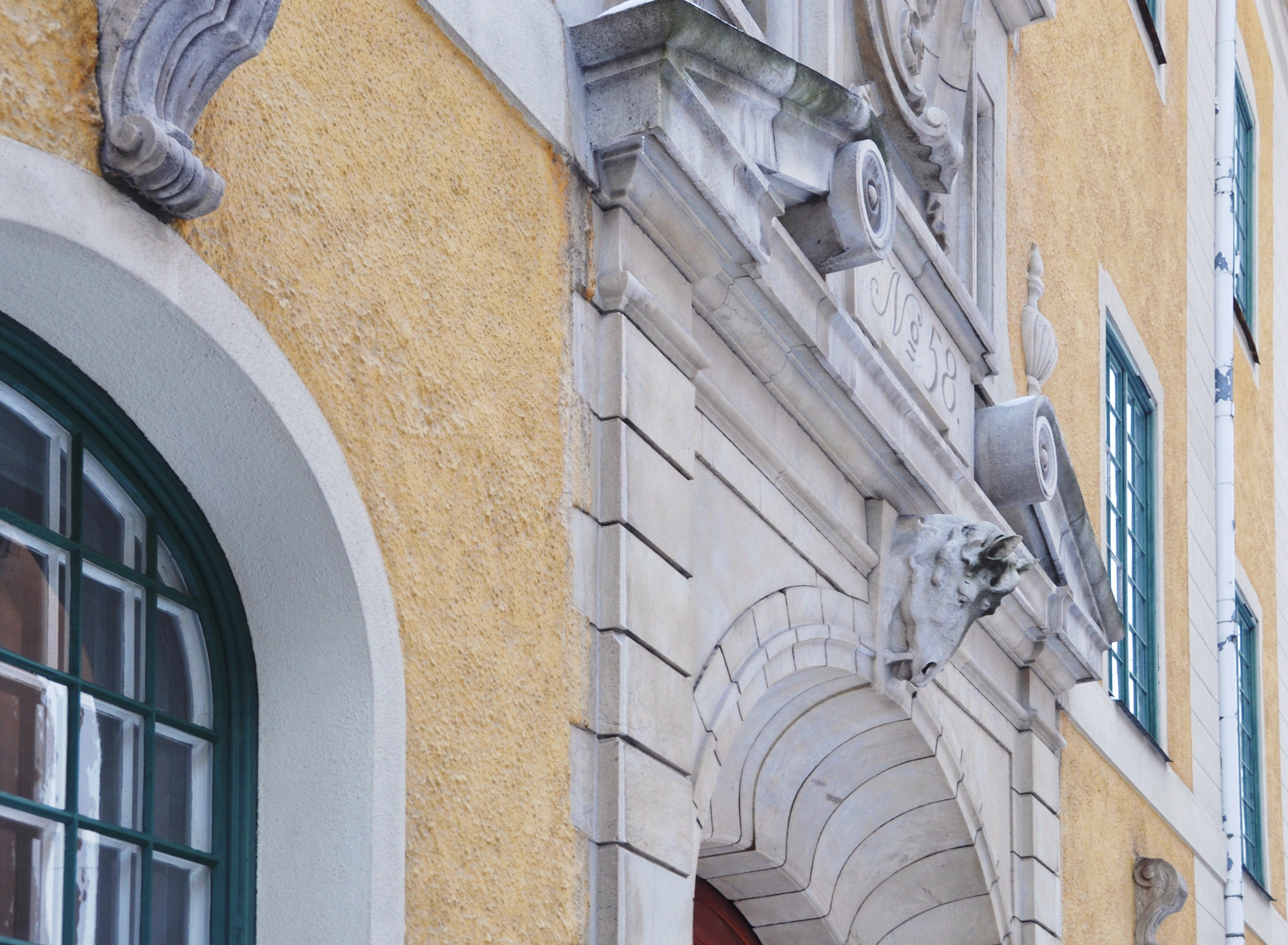
Hästhuvud ovanför porten mot Storgatan.

Den totala byggkostnaden uppgick till omkring 300 000 kronor, tomtpriset oberäknat. 1902 taxerades fastigheten till 550 000 kr. I tidningen Idun beskrevs det samma år som a private gentlemans home. På grund av ekonomiska svårigheter tvingades dock Clarence von Rosen 1905 sälja sitt hus till brodern Eugéne von Rosen som flyttade in med sin familj. Efter friherre Bondes bortgång 1913 bodde man ensam i huset, sånär som på mansardvåningen som uthyrdes.
På 1940-talet byggdes palatset om till hyreshus under ledning Gustaf Clason, son till Isak Gustaf Clason. Vid ombyggnaden ersattes bjälklaget mellan de två mycket höga representationsvåningarna av två bjälklag varigenom man fick tre våningar med lägre rumshöjd. Fasaden kunde i stort bibehållas förutom att vissa fasaddetaljer flyttades. Senare glasades även vindsvåningens terrasser in.